# Pussycat Dolls
The Pussycat Dolls jsou americká dívčí skupina založená choreografkou Robin Antin. Začala jako taneční burlesque skupina, ale od roku 2003 se transformovala pod hudebním vydavatelstvím Interscope Records a začala fungovat jako dívčí pěvecká skupina. Rozpadla se v roce 2010 a krátce se vrátila na scénu v roce 2019.

## Historie
Skupinu založila v roce 1995 Robin Antin jako čistě taneční dívčí burlesque skupinu. Poté se ale pod vedením Jimmy Iovinena z Interscope Records skupina transformovala v roce 2003 na pěveckou. Po dlouhém konkurzním řízení pokračovala v nové sestavě s Nicole Scherzinger, Melody Thornton, Carmit Bachar, Jessica Sutta, Kimberly Wyatt a Ashley Roberts. Ve stejném roce také vydaly debutový singl „Sway“, cover písně „¿Quién será?“ od Luis Demetrio. Skupina vnesla na popovou scénu do té doby dominovanou hlavně chlapeckými skupinami ženský sexappeal a sebevědomí s burlesque inspirovanou image.
V roce 2004 vydala skupina spolu s CeeLo Greenem singl „Don’t Cha“. Ten původně produkoval CeeLo Green s Tori Alamaze, která byla kadeřnicí a doprovodnou zpěvačkou kapely OutKast. CeeLo Green nakonec singl v téměř stejné podobě znovu natočil s Pussycat Dolls a singl tak vyšel ve stejném roce podruhé jen pod jiným interpretem. Singl „Don’t Cha“ je dodnes nejúspěšnějším hitem skupiny, dostal se na druhé místo hitparády Billboard Hot 100.
V roce 2007 se ke skupině měla připojit Asia Nitollan, ta se ale pak rozhodla pro sólovou dráhu. V roce 2008 skupinu opustila Bachar, ale skupina fungovala dál i bez ní. Skupinu postupně opustily všechny členky a zbyla v ní jenom Scherzinger. Robin k ní tedy přidala čtyři nové členky, ale pak skupinu opustila i Scherzinger a skupina se rozpadla. Stalo se tak roku 2010. Robin teda začala hledat další nové členky. Vystřídalo se jich několik, ale koncem roku 2012 už byla známa finální formace. Jako Pussycat Dolls fungovala do začátku roku 2013. Potom jí Robin změnila jméno z důvodu možného návratu původní formace a funguje jako úplně nová skupina.
Dne 21. února 2009 vystoupila skupina v rámci Doll Domination World Tour v pražské Tesla Aréně. Jednalo se o jejich vůbec první vystoupení v České republice.
Skupina Pussycat Dolls se vrátila v roce 2019, kdy oznámila comeback v sestavě Nicole Scherzinger, Ashley Roberts, Carmit Bachar, Kimberly Wyatt a Jessica Sutta. V následujícím roce vydala první singl po 10 letech s názvem „React“. Ten představily v živém televizním vystoupení v pořadu X Factor.
Oznámily také britské turné plánované na květen 2020 s názvem Unfinished Business, které bylo nejprve odloženo kvůli pandemii coronaviru a nakonec zrušeno zcela bez vědomí některých členek a to i kvůli soudnímu sporu Antin a Scherzinger o výdělky z turné.

## Videoklipy
Z alba PCD (2005):
- Don't Cha (feat. Busta Rhymes)
- Beep (feat. Will.I.Am)
- Wait a Minute (feat. Timbaland)
- Stickwitu
- Buttons (feat. Snoop Dogg)
- I Don't Need a Man
- Sway

Z alba Doll Domination (2008):
- When I Grow Up
- Bottle Pop (feat. Snoop Dogg)
- Whatcha Think About That (feat. Missy Elliott)
- I Hate This Part
- Jai Ho [You Are My Destiny] (feat. A. R. Rahman)
- Hush Hush

Reunion (2020):
- React

## Diskografie

### Studiová alba
- 2005: PCD
- 2008: Doll Domination
- 2009: Doll Domination 2.0
- 2009 Doll Domination: The Mini Collection
- 2009 Doll Domination 3.0

### DVD
- 2006: Live from London

### Singly
- 2004: „Sway“
- 2005: „Don't Cha“
- 2005: „Stickwitu“
- 2006: „Beep“
- 2006: „Buttons“
- 2006: „I Don't Need A Man“
- 2007: „Wait a Minute“
- 2008: „When I Grow Up“
- 2008: „I Hate This Part“
- 2008: „Bottle Pop“
- 2008: „Magic“
- 2008: „Hush Hush“
- 2008: „Halo“
- 2008: „Whatcha Think About That“
- 2008: „Takin' Over the World“
- 2008: „Whatchamacalit“
- 2008: „Elevator“
- 2008: „Happily Never After“
- 2008: „Perhaps Perhaps Perhaps“
- 2008: „I'm Done“
- 2008: „Love the Way You Love Me“
- 2008: „Out of This Club“
- 2008: „Who's Gonna Love You“
- 2008: „In Person“
- 2009: „Bad Girl“
- 2009: „Top of the World“
- 2009: „Jai Ho (You Are My Destiny)“
- 2009: Painted windows
- 2020: React